# Khu bảo tồn sinh thái Đồng Tháp Mười
Khu bảo tồn sinh thái Đồng Tháp Mười là một khu bảo tồn sinh thái nằm ở tỉnh Tiền Giang, thuộc xã Thạnh Tân, huyện Tân Phước nằm về phía tây của huyện, cách Thiền viện Trúc Lâm Chánh Giác 1,5 km về phía đông. Đây là khu bảo tồn sinh thái duy nhất của tỉnh Tiền Giang. Khu bảo tồn sinh thái Đồng Tháp Mười là một phần của Tiểu vùng Đồng Tháp Mười, một tiểu vùng kinh tế tiếp giáp của 3 tỉnh Long An, Tiền Giang, Đồng Tháp. Trong đó, Khu bảo tồn sinh thái Đồng Tháp Mười cùng với Vườn quốc gia Tràm Chim, Khu du lịch sinh thái Gáo Giồng (Đồng Tháp), Khu bảo tồn đất ngập nước Láng Sen (Long An) là các khu bảo tồn sinh thái quan trọng của tiểu vùng.

## Vị trí
Khu bảo tồn sinh thái Đồng Tháp Mười nằm ở phía tây huyện Tân Phước, cách tỉnh lộ 865 (chạy dài theo hướng tây-đông, chệch hướng đông nam) khoảng 4 km về phía nam, và cách trục đường tỉnh lộ 867 chạy theo hướng bắc-nam khoảng 5 km về phía đông.
Phần phía tây nam khu bảo tồn tiếp giáp Trại giam Phước Hòa.

## Sinh thái
Tổng diện tích 19 km², trong đó 18 km² là vùng đệm. Khu bảo tồn này là vùng sinh thái ngập nước. Phần lõi bên trong chiếm diện tích 100 ha (1 km²), trong đó 40 ha là rừng tràm nguyên sinh và 40 ha mặt nước, vùng đệm là rừng tràm.
Nơi đây có 156 loài thực vật, 147 loài chim, 34 loài cá, 8 loài lưỡng thê, 30 loài côn trùng. Trong đó có các loài quý hiếm: cò ốc, cổ rắn (điên điển), già đẩy, quắm đen, diệc xám, diệc lửa, cò ngà, dang sen,... trong đó nhiều loài đang trong tình trạng nguy cấp, nằm trong Sách đỏ Việt Nam.
Khu bảo tồn sinh thái Đồng Tháp Mười cũng đã cho sinh sản và ấp nở thành công trong môi trường nuôi nhốt nhiều loài động vật: rùa núi vàng, cần đước, nhím, heo rừng, cá sấu,...

## Lịch sử
Khu bảo tồn được thành lập vào năm 1999. Đến năm 2007, khu được được cải tạo và phát triển du lịch đa dạng hơn. Từ khoảng đầu năm 2012, người dân bắt đầu khai thác tràm ở vùng đệm để bán và đốt rừng tràm làm đất trồng khóm, do vùng đệm là đất của dân nên chính quyền địa phương đã lập dự án mua lại đất của dân, trồng lại tràm để khôi phục vùng đệm, nhằm bảo vệ cho diện tích nguyên sinh ít ỏi chỉ khoảng 100 ha.
Ban đầu, toàn khu bảo tồn có diện tích 1.280 ha, Trại giam Phước Hòa (nằm ở phía tây) quản lý 800 ha, UBND huyện Tân Phước quản lý 480 ha. Năm 2017, Chủ tịch UBND tỉnh Tiền Giang Lê Văn Hưởng thống nhất với đề xuất của huyện Tân Phước về mở rộng Khu bảo tồn sinh thái Đồng Tháp Mười. Dự án được thông qua, sau đó tiến hành bồi thường, hỗ trợ và tái định cư cho người dân, đất đai mua lại 244 ha, tổng vốn 275,6 tỷ VND, phân làm 2 giai đoạn. Theo kế hoạch thì Giai đoạn I, diện tích thu hồi khoảng 120 ha, tổng vốn 143,2 tỷ VND, phía Bắc khu bảo tồn khoảng 66 ha, phía Nam khu bảo tồn khoảng 54 ha. Giai đoạn II, với diện tích thu hồi khoảng 124 ha, khu vực phía Đông kênh Tây, với tổng vốn đầu tư khoảng 132,4 tỷ VND. Đây là lần mở rộng đầu tiên.
Hiện tại khu bảo tồn vẫn đang được khai thác du lịch là điểm tham quan, nghỉ dưỡng, vui chơi và giải trí.